# Fortín Conde de Mirasol
El Fortín Conde de Mirasol, també conegut com el Fuerte de Vieques, és un fort construït el 1845 localitzat en la ciutat d'Isabel Segunda a l'illa de Vieques, municipi de Puerto Rico. El 1991, el fort va ser restaurat per l'Institut de Cultura Porto-riquenya. L'estructura alberga el Museu d'Art i Història i l'Arxiu Historic de Vieques, una col·lecció extensa de documents sobre la història de Vieques. Va ser llistat en el Registre Nacional de Llocs Històrics el 1977.

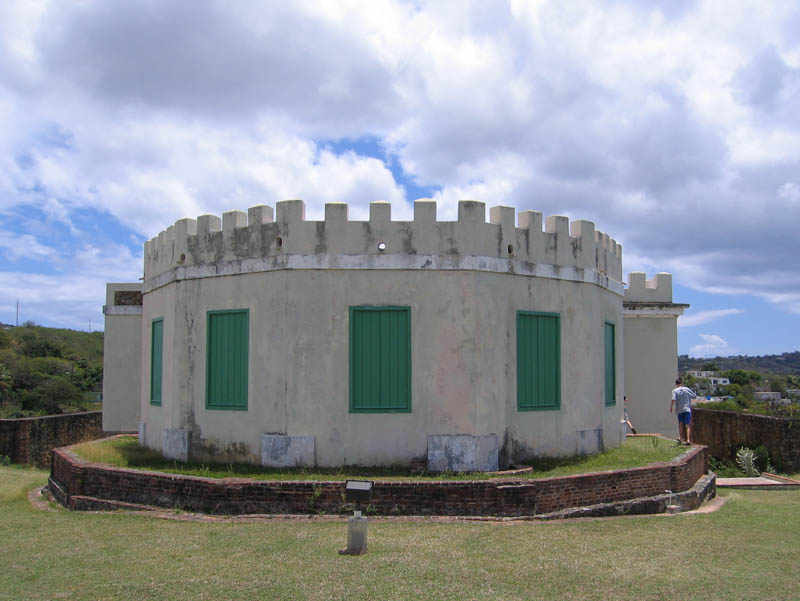
Edifici principal
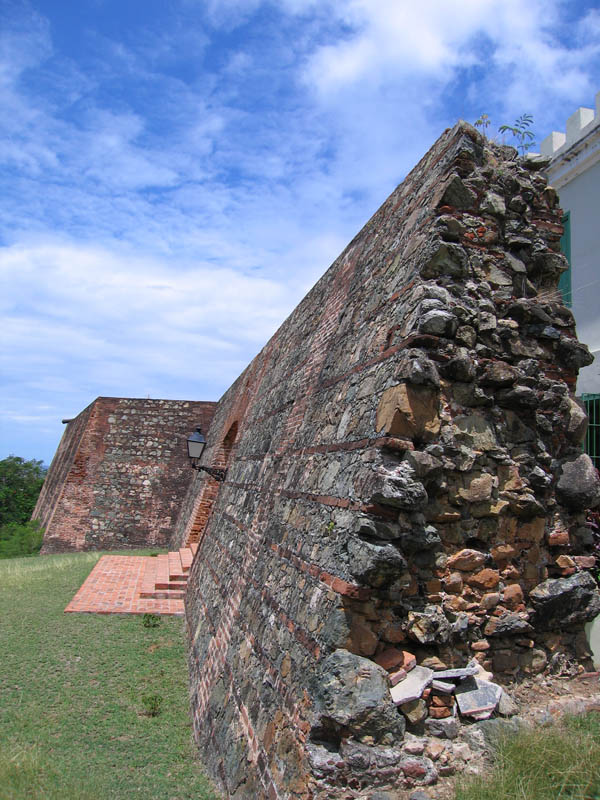
Paret inacabada
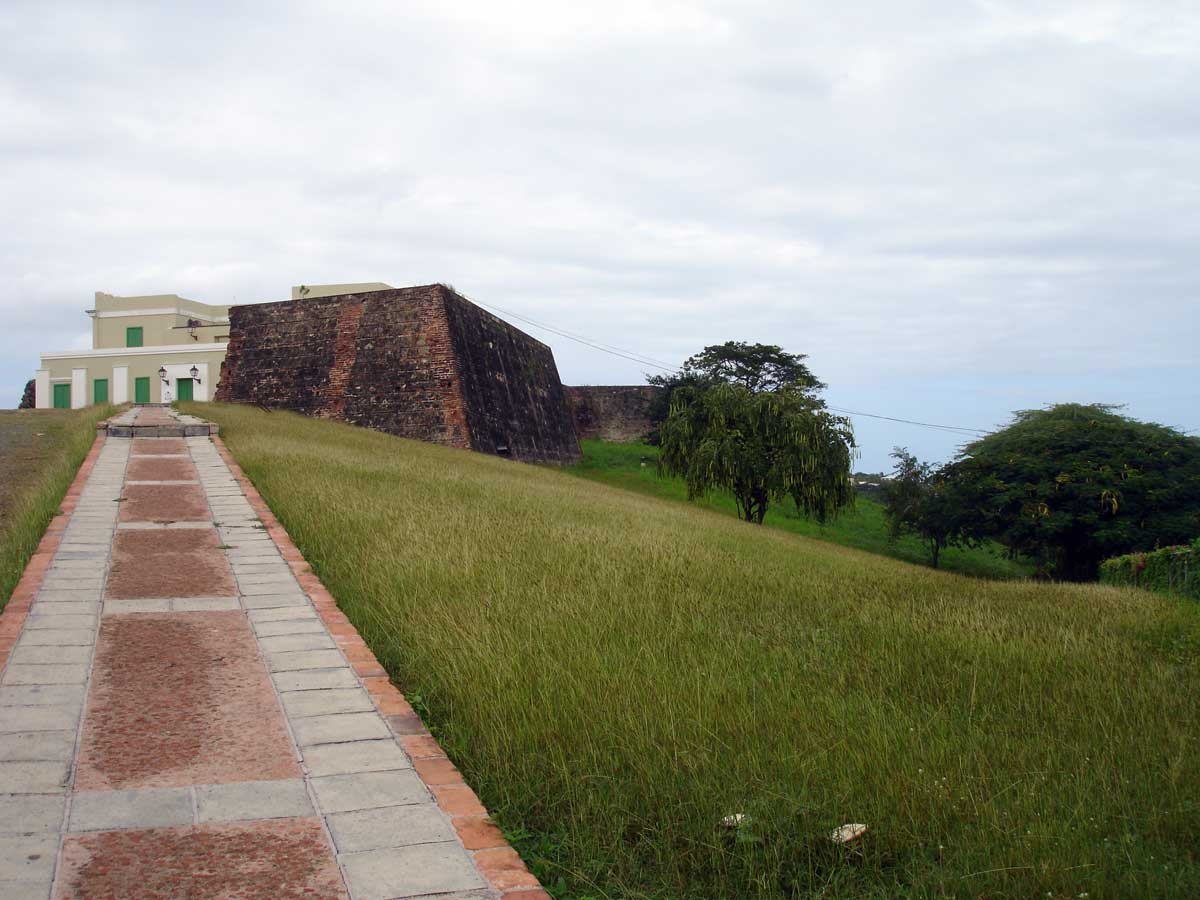
Entrada nova al museu
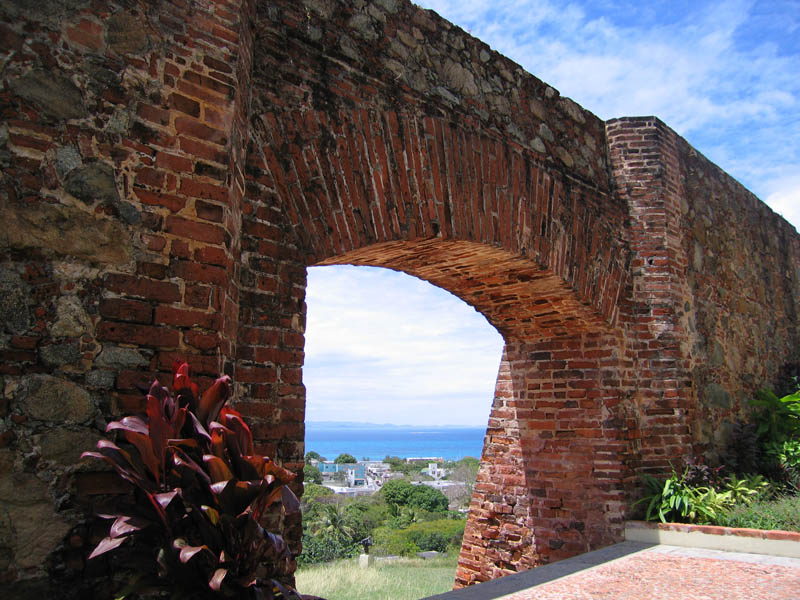
Porta principal